# Tierkora
Tierkora est une commune rurale située dans le département de Niangoloko de la province de Comoé dans la région des Cascades au Burkina Faso.